# Biotério

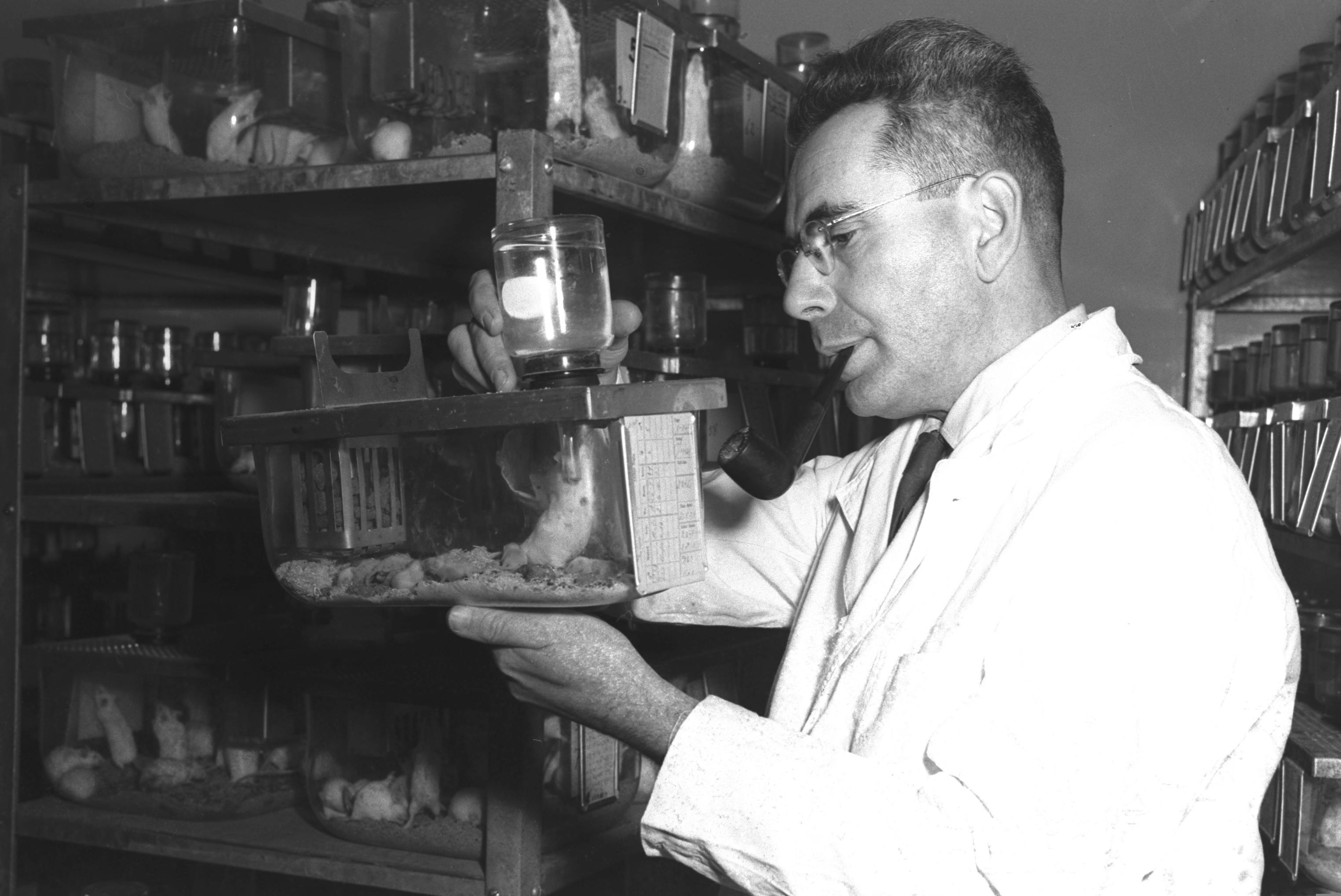
Diretor do Departamento de Biologia Experimental do Instituto Weizmann segura uma cobaia dentro de um biotério

Um biotério é um local onde animais são conservados para que sejam posteriormente utilizados em experimentos científicos, especialmente no caso de roedores, rãs, coelhos e insetos.